# Valojoulx
Valojoulx är en kommun i departementet Dordogne i regionen Nouvelle-Aquitaine i sydvästra Frankrike. Kommunen ligger i kantonen Montignac som tillhör arrondissementet Sarlat-la-Canéda. År 2022 hade Valojoulx 286 invånare.

## Befolkningsutveckling
Antalet invånare i kommunen Valojoulx
Referens:INSEE